# Mockingbird - In diretta dall'inferno
Mockingbird - In diretta dall'inferno (Mockingbird) è un film del 2014 diretto da Bryan Bertino.

## Trama
Il film segue tre gruppi di persone: una coppia con due figlie mandate dallo zio per il weekend, una studentessa universitaria annoiata e un ragazzo disoccupato, che fa il clown e che vive ancora con l'antipatica madre. Tutti ricevono una videocamera con le istruzioni per fare un filmato, credendo che sia un concorso per vincere denaro. Col passare del tempo si accorgono che quello che pensavano fosse un innocuo concorso è in realtà un gioco macabro che devono continuare, nonostante le prove siano sempre più crudeli e sanguinose, non interrompendo le riprese, pena la morte.
Alla fine di una serie di terrorizzanti eventi come rumori esterni all'abitazione e manichini che compaiono improvvisamente, il tutto mentre una voce registrata si sente come da un altoparlante, le due piccole figlie della coppia vengono rapite. Nel frattempo, il disoccupato è stato portato ad indossare un vestito da clown ed a fare una serie di azioni umilianti e inopportune, come entrare nel bagno delle donne e farsi fotografare insieme a bambini. Fra questi ci sono anche le bambine della coppia. La mente dietro tutto questo fa in modo di far recapitare alla coppia la foto del clown insieme alle loro figlie, il che li porta a pensare erroneamente che sia proprio lui colui che li ha tormentati e ha rapito le bambine. Tutte le persone coinvolte in questo gioco vengono infine condotte nello stesso luogo a Mockingbird: la coppia per ritrovare le loro figlie, il clown perché continua a seguire gli indizi e la studentessa semplicemente per far concludere il suo tormento. Si incontrano prima la coppia e la studentessa, sospettando a vicenda di essere la mente dietro il gioco. Alla comparsa improvvisa del clown, inizia una sparatoria dalla quale tutti i partecipanti del gioco escono uccisi. Tutti gli eventi accadono mentre le telecamere restano accese a filmare. Una di queste viene raccolta e rivela il volto delle persone che hanno escogitato tutto questo: un gruppo di ragazzini di giovane età. Non si sanno le motivazioni che li hanno spinti a fare tutto ciò.